# Lyonia urbaniana
Lyonia urbaniana là một loài thực vật có hoa trong họ Thạch nam. Loài này được (Sleumer) Jiménez mô tả khoa học đầu tiên năm 1960.